# The Dresser
The Dresser (bra: O Fiel Camareiro
; prt: O Companheiro) é um filme britânico de 1983, do gênero comédia dramática, dirigido por Peter Yates, com roteiro de Ronald Harwood baseado em sua peça homônima.

## Prêmios e indicações
Oscar 1984
- Indicado
  - Melhor filme[4]
  - Melhor diretor[4]
  - Melhor ator (Albert Finney)[4]
  - Melhor ator (Tom Courtenay)[4]
  - Melhor roteiro adaptado[4]

Globo de Ouro 1984
- Venceu
  - Melhor ator - drama (Tom Courtenay)[5]
- Indicado
  - Melhor ator - drama (Albert Finney)[5]
  - Melhor diretor[5]
  - Melhor filme estrangeiro[5]
  - Melhor roteiro[5]